# Wiktor Gzowski
Wiktor Gzowski (ur. 12 marca 1888 w Czeczersku, zm. 13–14 kwietnia 1940 w Katyniu) – major piechoty Wojska Polskiego, ofiara zbrodni katyńskiej.

## Życiorys
Syn Michała i Ewy z Zieńkowiczów urodzony marca 1888 w Czeczersku, w ówczesnym powiecie rohaczewskim guberni mohylewskiej.
W 1909, po ukończeniu pięciu klas szkoły realnej w Mohylewie, wstąpił do armii rosyjskiej. W 1912 ukończył Czugujewską Szkołę Wojskową i został mianowany podporucznikiem ze starszeństwem z 19 sierpnia 1911. W czasie I wojny światowej walczył w szeregach 159 Guryjskiego Pułku Piechoty. Na stopień porucznika został awansowany ze starszeństwem z 19 sierpnia 1915. Ranny w 1916.
W listopadzie 1918 został przyjęty do Wojska Polskiego i skierowany na kurs oficerski w Dęblinie. Następnie był instruktorem na kursach w Warszawie i oficerem taborowym w Szkole Podoficerskiej w Dęblinie. W 1919 został przeniesiony do Dowództwa Frontu Wielkopolskiego (9 sierpnia 1919 został zameldowany w Poznaniu). 1 grudnia 1919 awansowany na kapitana. 3 kwietnia 1920 został wymeldowany do Torunia. 19 sierpnia 1920 został zatwierdzony z dniem 1 kwietnia 1920 w stopniu kapitana, w piechocie, w grupie oficerów byłych Korpusów Wschodnich i byłej armii rosyjskiej. Pełnił wówczas służbę w Dowództwie Okręgu Generalnego Poznań. 1 czerwca 1921 pełnił służbę w Naczelnym Dowództwie WP, a jego oddziałem macierzystym był 25 pułk piechoty. 3 maja 1922 został zweryfikowany w stopniu majora ze starszeństwem od 1 czerwca 1919 i 376. lokatą w korpusie oficerów piechoty, a jego oddziałem macierzystym był nadal 25 pp. 10 lipca 1922 został zatwierdzony na stanowisku dowódcy batalionu w 56 pułk piechoty w Krotoszynie. W następnym roku był komendantem Kadry Batalionu Zapasowego 56 pp w Jarocinie, a po reorganizacji przeprowadzonej w 1924 komendantem składnicy wojennej. Później został przesunięty na stanowisko dowódcy I batalionu. W maju 1926 został przeniesiony do 58 pułku piechoty w Poznaniu stanowisko dowódcy II batalionu (15 grudnia 1926 został ponownie zameldowany w Poznaniu na ul. Bukowskiej 26). W kwietniu 1928 został przesunięty na stanowisko kwatermistrza. W lutym 1929 został zwolniony z zajmowanego stanowiska i oddany do dyspozycji dowódcy Okręgu Korpusu Nr VII, a z dniem 31 sierpnia tego roku przeniesiony w stan spoczynku.
Był żonaty z Zofią z Marcinkowskich (ur. 10 marca 1900 w m. Zakrzewek). Dzieci nie miał. 2 września 1932 razem z żoną został wymeldowany z Poznania do wsi Adamowizna w ówczesnym powiecie błońskim. W 1934, jako oficer stanu spoczynku pozostawał w ewidencji Powiatowej Komendy Uzupełnień Grodzisk Mazowiecki. Posiadał przydział do Oficerskiej Kadry Okręgowej Nr I. Był wówczas „przewidziany do użycia w czasie wojny”.
W czasie kampanii wrześniowej, w nieznanych okolicznościach, dostał się do sowieckiej niewoli. 19 października 1939 przebywał już w juchnowskim obozie dla jeńców wojennych. W listopadzie 1939 został przeniesiony do obozu w Kozielsku. 11 lub 12 kwietnia 1940 został przekazany do dyspozycji naczelnika Zarządu NKWD Obwodu Smoleńskiego, a 13 lub 14 kwietnia 1940 zamordowany w Katyniu i tam pogrzebany. Od 28 lipca 2000 spoczywa na Polskim Cmentarzu Wojennym w Katyniu.
5 października 2007 minister obrony narodowej Aleksander Szczygło mianował go pośmiertnie na stopień podpułkownika. Awans został ogłoszony 9 listopada 2007, w Warszawie, w trakcie uroczystości „Katyń Pamiętamy – Uczcijmy Pamięć Bohaterów”.

## Ordery i odznaczenia
- Order Świętej Anny 3 stopnia – 3 grudnia 1915[3]
- Order Świętego Stanisława 3 stopnia z mieczami i kokardą – 5 kwietnia 1915[3]
- Order Świętej Anny 4 stopnia z napisem „Za odwagę” – 17 stycznia 1915[3]